# Lac La Motte
Pour les articles homonymes, voir Lac-La Motte et La Motte.
Le lac La Motte est un plan d'eau douce situé dans la région administrative Abitibi-Témiscamingue, en la province de Québec, Canada. Le lac fait partie de la Municipalité régionale de comté (MRC) Abitibi.
Les activités récréo-touristiques sont développées dans le secteur du lac La Motte grâce à la villégiature.

## Géographie
Situé dans le nord du canton La Motte, le lac La Motte fait principalement partie de la municipalité La Corne, au sud d'Amos. Le lac La Motte constitue un renflement de la rivière Harricana qui fait partie du bassin versant de la Baie James.
Le Lac La Motte est situé à 8,25 km en aval (côté nord) du lac Malartic et à 3,2 km au nord-ouest du village de La Corne. Sa longueur est de 9,25 km (entre le détroit du Ruisseau Trenzet (à la Baie du Crique Paquet) et la décharge de la rivière Harricana provenant du sud) et sa largeur est de 4,5 km (à la hauteur du ruisseau Baillairgé qui se déverse sur la rive est). Outre la rivière Harricana qui traverse le lac La Motte, les principaux affluents du lac La Motte sont :
Côté Est de la rivière Harricana
- le ruisseau Houle (au sud)
- le ruisseau Lethieck (au sud) qui constitue la décharge du lac La Corne,
- un ruisseau non-identifié (au sud-est) qui constitue la décharge d'un petit lac,
- la rivière Baillairgé (à l'est) qui constitue la décharge du lac Baillairgé (altitude de 313 m),
- le ruisseau Luneau (à l'est),
- un ruisseau non-identifié (à l'est),
- la décharge Fontaine (à l'est), provenant du lac Fontaine (altitude : 330 m),
- le ruisseau Grandbois (à l'est),
- le crique Paquet (au nord-est), recevant les eaux de plusieurs ruisseaux,

Côté Ouest de la rivière Harricana
- le ruisseau Morin (au nord-ouest) qui se déverse en face de l'embouchure du crique Paquet,
- un ruisseau sans nom (au nord-ouest) qui se déverse dans la baie au sud de la Pointe Dumoulon,
- un ruisseau sans nom (au nord-ouest)
- ruisseau Trenzet (au nord),
- la décharge du lac des Hauteurs (au nord-ouest).

Le sommet des monts Wathish est situé à 5,2 km à l'ouest du lac La Motte.

## Histoire
La colonisation du canton de La Motte qui a été proclamé le 7 décembre 1916, débute en 1914 dans les environs des lacs Malartic et La Motte. La paroisse catholique de Saint-Luc-de-La Motte a été fondée canoniquement en 1919 et la municipalité de La Motte, en 1921. Cette localité est située sur la rive ouest de la rivière Harricana. Au sud-est du territoire municipal de La Motte, les rives du lac Malartic, sont tracées par de plusieurs baies dont l'une est désignée la baie de La Motte.

## Toponymie
Les principaux homonymes La Motte en Abitibi sont : le lac La Motte, la municipalité de La Motte, le canton de La Motte et la baie de La Motte. Cette désignation a été retenue en hommage à Henri-Guillaume-Jérôme Vacquier de Lamotte ou La Motte, capitaine du régiment de Béarn, dans l'armée de Montcalm. Le lac La Motte a été officiellement inscrit au registre toponymique de la Commission de toponymie du Québec le 5 décembre 1968.